# Takeshi Seyama
Takeshi Seyama (jap. 瀬山 武司, Seyama Takeshi; * 1944) ist ein japanischer Filmeditor.

## Leben
Er wirkte bei der Produktion vieler Anime-Filme und -serien mit, unter anderem vom Studio Ghibli, aber auch bei Arbeiten von Katsuhiro Otomo und Satoshi Kon.
Takeshi Seyama ist außerdem der Gründer des Seyama Editing Room, einem speziell auf den Schnitt von Anime spezialisiertes Studio.

## Filmographie
- 1976: Marco
- 1980: Marco
- 1977: Rascal, der Waschbär
- 1984: Die Abenteuer des Sherlock Holmes
- 1986: Das Schloss im Himmel
- 1988: Akira
- 1988: Die letzten Glühwürmchen
- 1989: Kikis kleiner Lieferservice
- 1989: Nemo
- 1990: Perrine
- 1991: Eiyū Gaiden Mozaika
- 1991: Tränen der Erinnerung – Only Yesterday
- 1992: Porco Rosso
- 1993: Flüstern des Meeres – Ocean Waves
- 1994: Pom Poko
- 1995: Legend of Crystania
- 1995: Stimme des Herzens – Whisper of the Heart
- 1995: Lupin III: Kutabare! Nostradamus
- 1996: Lupin III: Dead or Alive
- 1997: On Your Mark
- 1997: Prinzessin Mononoke
- 1997: Rurouni Kenshin: Meiji Kenkyaku Roumantan – Ishin Shishi e no Requiem
- 2001: Chihiros Reise ins Zauberland
- 2003: Nasu: Andalusia no Natsu
- 2003: Tokyo Godfathers
- 2004: Steamboy
- 2004: Das wandelnde Schloss
- 2006: Die Chroniken von Erdsee
- 2006: Paprika
- 2007: Nasu: Suitcase no Wataridori
- 2008: Ponyo – Das große Abenteuer am Meer
- 2010: Arrietty – Die wundersame Welt der Borger
- 2011: Der Mohnblumenberg
- 2013: Wie der Wind sich hebt
- 2014: Erinnerungen an Marnie
- 2018: Okko’s Inn
- 2019: Seven Days War
- 2023: Der Junge und der Reiher